# Anton Sluka
Anton Sluka (* 23. prosince 1960 Partizánske) je slovenský paralympijský (slabozraký) atlet, maratonský běžec, který reprezentoval Československo a Slovensko na paralympijských hrách, kde získal zlatou a dvě stříbrné medaile. Vyhrál také mistrovství světa a Evropy.

## Výkony a ocenění
Československo
- LPH 1992 v Barceloně 2. místo

Slovensko
- 1993: Cena Klubu fair play SOŠV, za dlouhodobé působení v duchu fair play
- LPH 1996 v Atlantě 1. místo
- LPH 2000 v Sydney 2. místo
- LPH 2004 v Aténách nedokončil
- Mistrovství světa 1994 v Berlíně 1. místo
- Mistrovství Evropy 1993 v Dublinu 2. místo
- Mistrovství Evropy 1995 ve Valencii 1. místo
- Mistrovství Evropy 1997 v Riccionee 2. místo
- Mistrovství Evropy 1999 v Lisabonu 2. místo